# 宮島徹也
宮島 徹也（みやじま てつや、Miyajima Tetsuya、1988年11月29日 - ）は、日本の男子車いすバスケットボール選手。ポジションはパワーフォワード。男子車いすバスケットボールチーム「富山県車いすバスケットボールクラブ（富山県WBC）」所属。車いすバスケットボール男子日本代表選手。
富山県砺波市出身。小学4年生の時、ミニバスケットボールを始める。中学2年生の時に受けた左足靭帯断裂の手術の医療ミスが原因で、膝上から切断。同郷の車いすバスケットボールジュニア日本代表選手の野沢拓哉に誘われ、退院後に富山県WBCで車いすバスケットボールを始めた。
高校2年生の時、ジュニア日本代表に選出。日本福祉大学2年生だった2008年、北京パラリンピックに出場。以降、2012年ロンドン大会、2016年リオデジャネイロ大会、2021年東京大会とパラリンピックに4大会連続で出場。東京大会で日本代表史上初めてとなる銀メダルを獲得した。

## 主な日本代表歴
- 2008 北京パラリンピック 7位
- 2010 広州アジアパラ競技大会 優勝
- 2012 ロンドンパラリンピック 9位
- 2014 仁川アジアパラ競技大会 準優勝
- 2016 リオデジャネイロパラリンピック 9位
- 2018 ジャカルタアジアパラ競技大会 準優勝
- 2021 東京パラリンピック 準優勝